# Olešná (powiat Havlíčkův Brod)
Olešná – wieś (obec) w Czechach, w powiecie Havlíčkův Brod, w kraju Wysoczyna.

## Historia
Pierwsza wzmianka o gminie pochodzi z 1591 roku.
W latach 1869–1910 nosiła nazwę Volešná i była gminą w powiecie Německý Brod. W latach 1921–1930 już pod obecną nazwą była samodzielną gminą w powiecie Německý Brod, a od 1950 roku jest gminą w powiecie Havlíčkův Brod.

## Ludność
W 2001 roku rozkład populacji względem narodowości i przynależności etnicznej wyglądał następująco:
- Czesi – 99,7%
- Morawianie – 0,3%

Ze względu na wyznawaną religię struktura mieszkańców kształtowała się w 2001 roku następująco:
- Katolicy rzymscy – 60,9%
- Ewangelicy – 7,9%
- Ateiści – 19,9%
- Nie podano – 8,3%
- Pozostali – 3%

### Zmiany liczby ludności na przestrzeni lat
W 2014 zamieszkiwana przez 322 osoby, a w 2015 przez 328 osób.